# Tuszów Narodowy
Tuszów Narodowy is een plaats in het district Mielec in de Poolse provincie Subkarpaten. Het is de geboorteplaats van de Poolse politicus en militair Władysław Sikorski.